# ماریو ترببی
ماریو ترببی (به ایتالیایی: Mario Trebbi) بازیکن فوتبال و اهل ایتالیا بود که از سال ۱۹۶۱ میلادی عضو تیم ملی فوتبال ایتالیا بود و در ۲ بازی ملی حضور داشت. او در بازی‌های ملی‌اش گلی به ثمر نرساند.
ماریو ترببی آخرین بازی ملی خود را در سال ۱۹۶۳ میلادی انجام داد.